# توپاز (فیلم ۱۹۶۹)
توپاز (انگلیسی: Topaz) فیلمی در ژانر جاسوسی و دلهره آور به کارگردانی آلفرد هیچکاک است که در سال ۱۹۶۹ منتشر شد.

## بازیگران
- فردریک استفورد
- دنی روبن
- کارین دور
- جان ورنن
- میشل پیکولی
- فیلیپ نوآره
- کلود جید
- میشل سوبور
- راسکو لی براون
- آن دران
- جان فورسایث
- پر-اکسل آروسنیوس
- ریچارد دِر
- استوارت ماس